# Todd Slavkin
Todd Slavkin é um roteirista e produtor de televisão estadunidense conhecido por trabalhar na série Smallville.